# Yamaha TZR
La Yamaha TZR o TZM è una motocicletta prodotta nelle cilindrate 50 cm³, 125 cm³ e 250 cm³, prodotta dalla Yamaha.

## Introduzione
Questa serie di motoveicoli è nata con il modello di cilindrata maggiore nel 1985, poco dopo si è aggiunto il modello 125 nel 1987, questa serie motociclistica cessò nel 1998 e venne riesumata nel 2004 con il ciclomotore.
Le caratteristiche di queste sono, la produzione con un motore a due tempi, munito di miscelatore meccanico per la lubrificazione e valvola allo scarico (escluso il ciclomotore), dove nei vari anni e nelle varie versioni i modelli sono stati sottoposti a aggiornamenti continui di serie in serie.
Lo sviluppo dei motori e delle moto fino al 1994 subivano aggiornamenti che erano improntati al raggiungimento della prestazione migliore in accelerazione e velocità massima con il minor consumo possibile di carburante, dopo il '94 questi aggiornamenti erano solo improntati al rispetto delle norme legislative che hanno cambiato il metodo di progettazione delle moto, costringendo tutte le case costruttrici a rivedere le priorità nel progettare un veicolo, visto che deve rispettare norme anti inquinamento molto più severe.
Principalmente gli aggiornamenti più importanti da un modello all'altro erano nella ciclistica, nel motore, nell'impianto di scarico e nella carenatura, dove quest'ultima ricalcava le livree delle moto da competizione del motomondiale del tempo (Yamaha YZR 500), esattamente come la Cagiva Mito (le carenature erano piuttosto simili tra le due case sia nei modelli da gara che in quelli stradali).

## La TZR 50

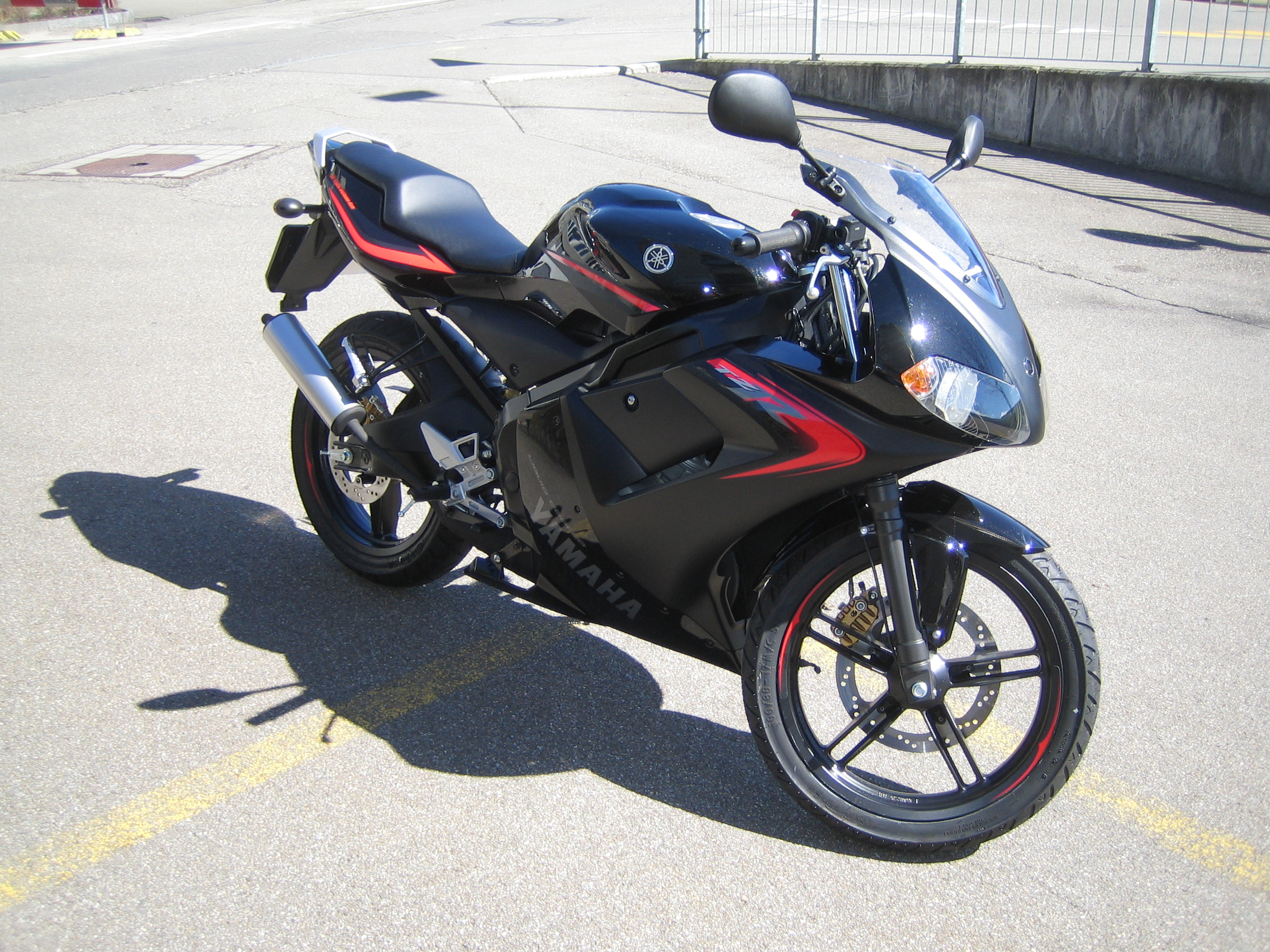
La Yamaha TZR 50 2006

Questa moto è il modello sportivo stradale della casa giapponese nella cilindrata più bassa; è entrato in produzione dal 2003 e al suo debutto era ciclisticamente molto simile ai suoi concorrenti Aprilia RS 50, Derbi GPR Racing 50.
Questo ciclomotore come i modelli delle altre marche, riprende le carenature delle sue cugine maggiori R1 ed R6, e anche le linee degli altri modelli della casa, avendo così una linea morbida, così come i fari.
Le prestazioni del ciclomotore sono eccellenti, così come le sue caratteristiche di guida e qualità, simili ai suoi diretti avversari, anche se a differenza degli altri avversari non è andata ad aggiornarsi nel tempo, rimanendo però pur sempre un valido ciclomotore stradale.

## La TZR 125
Il motore monocilindrico di 125 cm³ era raffreddato a liquido e, munito di valvola di scarico YPVS (Yamaha Power Valve System), costituito da una valvola cilindrica che parzializzava la luce di scarico.
La versione 125, entrata in produzione nel 1987, non è più in produzione da parecchio tempo (come anche la 250), dal 1998 in Giappone e dal 1994 in Italia.
La moto nella versione 125 cm³ del 1993 era in grado di spingersi ad una velocità massima prossima ai 175 km/h grazie a una potenza superiore ai 32 CV.

### Prima serie

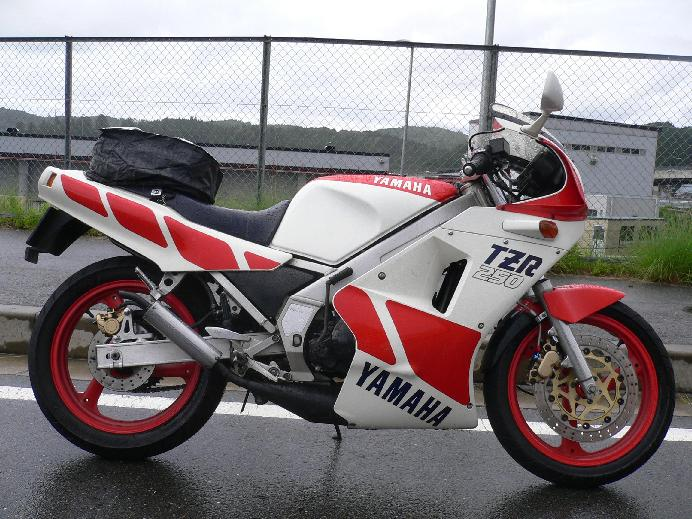
TZR 250 2MA

La prima serie della moto è stata prodotta dal 1987 al 1989; questa moto è molto diversa dalle ottavo di litro successive, infatti per essere un modello sportivo aveva un inusuale sella monopezzo e su un unico livello per passeggero e pilota, il telaio non era molto lavorato esteticamente. Il freno anteriore era piuttosto piccolo e morso da una pinza a doppio pistoncino, al retrotreno era presente un freno a tamburo meccanico ormai inadeguato all'epoca della presentazione (l'importatore Belgarda provvedeva però a fornire in opzione un kit freno a disco meccanico posteriore, mantenendo il comando ad asta del tamburo originale). Le ruote erano da 16 pollici con canale da 1,85 all'anteriore e da 18 pollici con canale da 2,15 al posteriore.
Questa serie era stata costruita negli stessi anni in cui si producevano le Aprilia AF1, le Cagiva Freccia e le Gilera SP, esteticamente molto diverse e, in base alle prove su strada del tempo, con prestazioni mediamente superiori.

### Seconda serie
La seconda serie, prodotta dal 1990 al 1993 è invece decisamente più sportiva e per non confonderne il nome è stato aggiunto il suffisso "R" al nome (TZR 125 R); questa versione era dotata di prestazioni nettamente superiori rispetto alla serie precedente, il telaio venne aggiornato e irrigidito, le forcelle rovesciate, il forcellone diventò a banana per l'adozione dell'espansione aggiornata e migliorata.
Le ruote ora sono da 17 pollici (invece che da 16 e 18) con pneumatici da 110/70 all'anteriore e 150/70 al posteriore, al posto dei vecchi 90/90 e 100/90 mentre l'impianto frenante venne maggiorato così come il serbatoio che aumentò la sua capacità da 12 a 15 litri. Anche il carburatore venne maggiorato, da 26 a 32 mm, per la versione R mentre 28 per la versione SP che doveva rispettare il regolamento del campionato sport production. La potenza del motore da 26 CV a 33 CV.
Questa moto, grazie alle sue nuove caratteristiche, ha potuto contrastare la Cagiva con la Mito, la Gilera con la Crono prima a la GFR poi, l'Aprilia con l'RS e l'Honda con l'NSR 125, risultando nel confronto tra le migliori.

### Terza serie

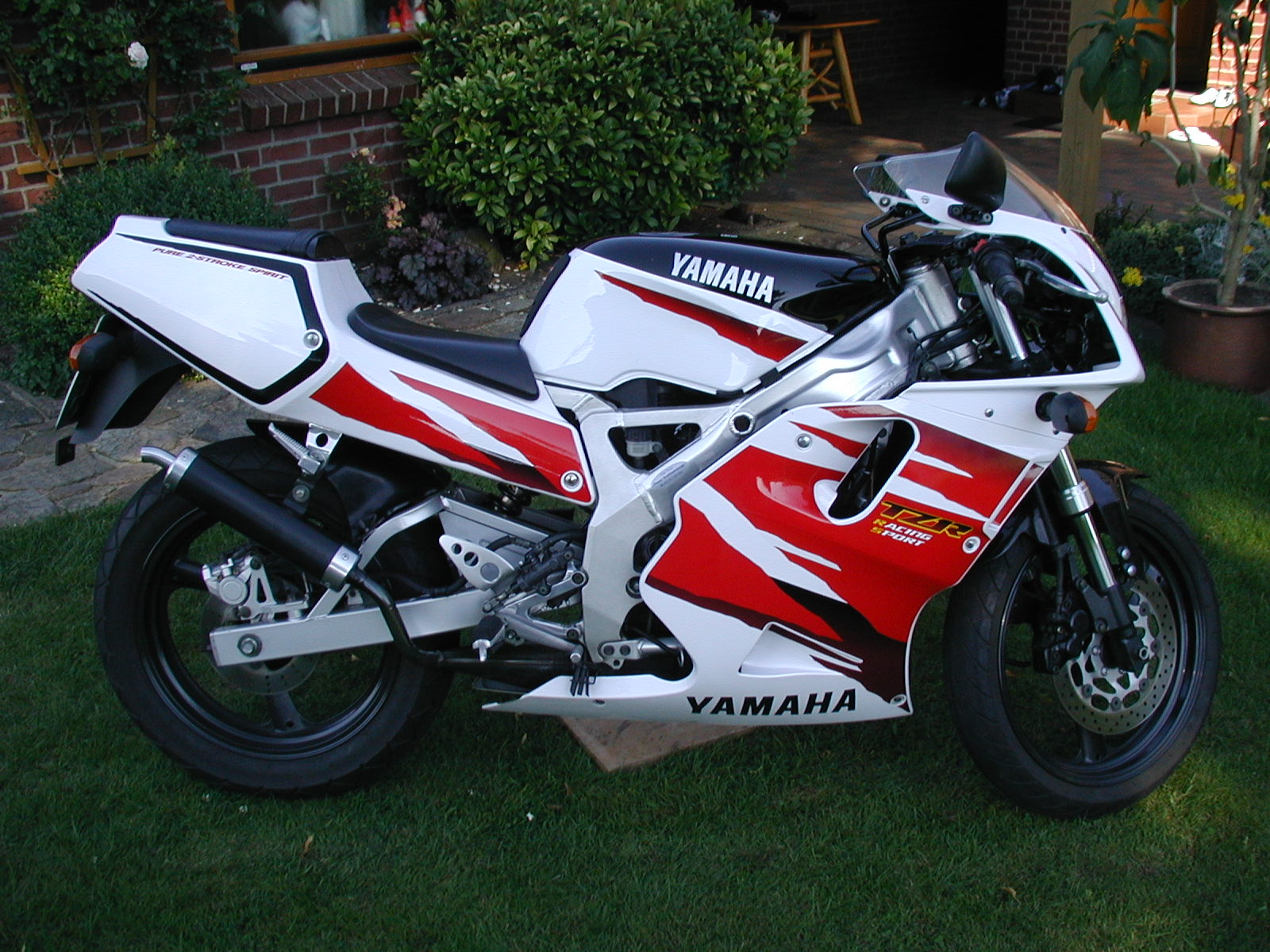
TZR 125 terza serie

La terza serie prodotta dal 1994 al 2001 è un'altra evoluzione del modello, dove venne leggermente rivisto il telaio (ora più lavorato) e le carenature avevano meno aperture. Venne in effetti fatta oggetto di una revisitazione generale con ulteriori modifiche al parafango anteriore, con il faro che passò da una forma rettangolare ad una trapezoidale e con il forcellone posteriore diventato normale con la capriata di rinforzo forzando anche l'utilizzo di una nuova espansione, dal 1997 si è ritornati all'uso di un carburatore da 28.

## TZM 150

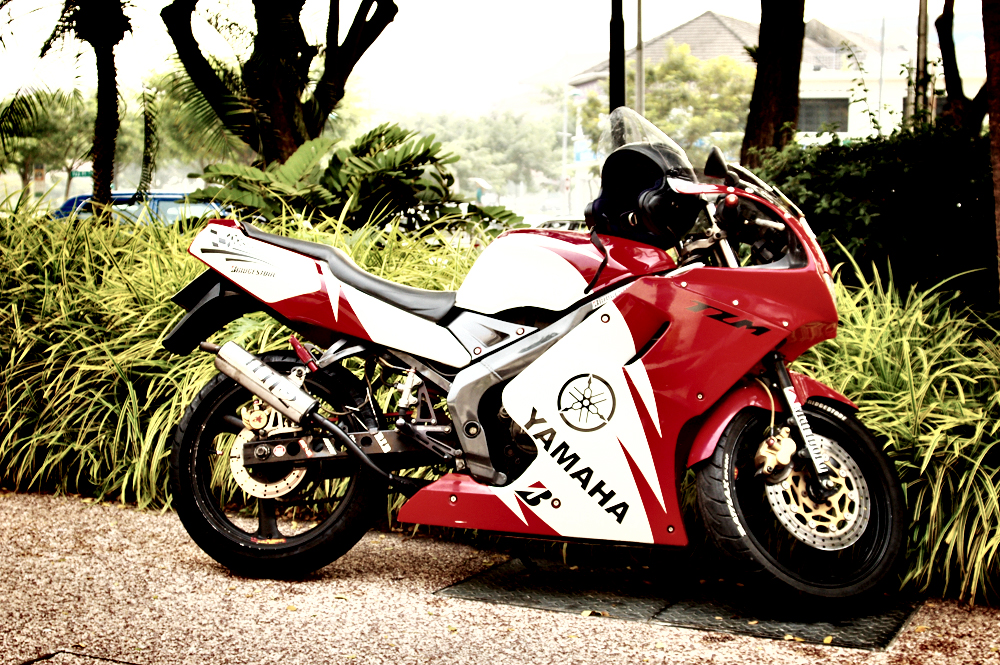
TZM 150

Dalla terza serie della TZR 125 venne derivata la TZM 150 per il mercato malese, con la quale condivide il blocco motore, opportunamente maggiorato, la ciclistica riprende a grandi linee quella della TZR, ma con soluzioni più semplici ed economiche.

## La TZR 250
La TZR 250 è la moto sportiva stradale della Yamaha nelle quarto di litro, con la quale fronteggiava i suoi rivali, la Honda con la NSR, la Suzuki con l'RGV Gamma e RGV R e l'Aprilia con l'RS; la moto venne prodotta dal 1985 fino al 1999, ma la versione stradale venne prodotta solo fino al 1994, in seguito venne prodotta solo la versione sportiva non omologata su strada. Queste versioni sono ora molto ricercate per l'elaborazione, non solo estetiche, ma anche meccaniche, visto che questa motocicletta è capace di sviluppare una potenza incredibile anche con modifiche lievi.

### Prima serie
La prima serie della moto è stata prodotta dal 1985 al 1988 e il modello era chiamato anche 2MA. Questa versione aveva il cupolino bombato, un forcellone di tipo semplice (senza capriata, non a banana e non monobraccio), la sella era un monopezzo su unico livello per pilota e passeggero, le frecce erano integrate e aveva un impianto frenante anteriore monodisco con ruote a tre raggi.

### Seconda serie

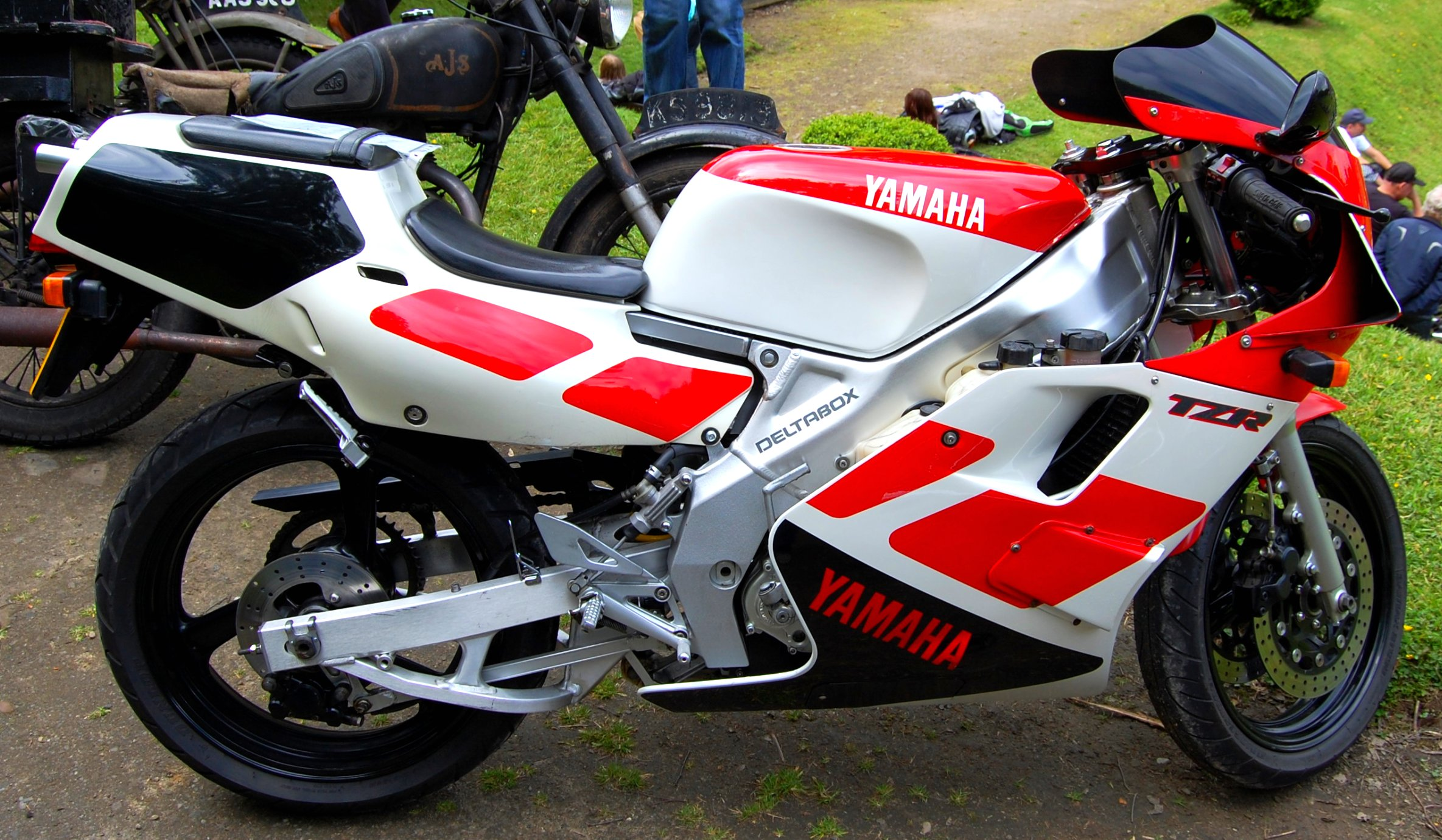
TZR 250 3MA

La seconda serie è stata prodotta dal 1989 al 1990 con la denominazione di 3MA, aveva un telaio delta-box migliore della serie precedente, un forcellone con capriata di rinforzo e un doppio disco all'anteriore, la carenatura diventò più elaborata, la sella del pilota venne divisa da quella del passeggero in modo da avere sedute ad altezze diverse, vennero maggiorati gli pneumatici e il serbatoio guadagnò mezzo litro di capacità.

### Terza serie

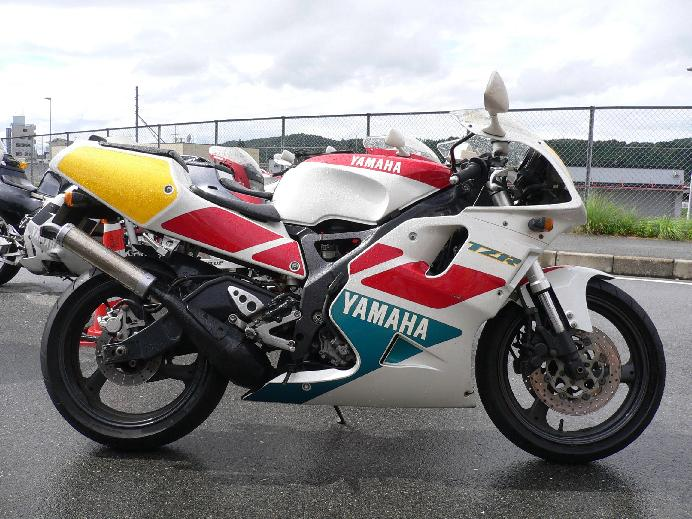
TZR 250 3XV

La terza serie è stata prodotta dal 1991 al 1994 con il nome di 3XV. La moto adottò un'evoluzione del telaio della serie precedente, le forcelle diventarono a steli rovesciati e venne cambiato nuovamente il forcellone posteriore, con una capriata più lavorata e posizionata sopra e non sotto, mentre la centralina passò da CDI al microcomputer. Le ruote invece diventarono entrambe da 17 pollici ed ora gli pneumatici avevano comportamenti migliori mentre il motore viene rivoluzionato.

### Quarta serie
La quarta serie è stata prodotta dal 1995 al 1999 nella sola versione SP (TZR 250 SP), di conseguenza è possibile portare questa moto solo in pista e non sulle strade pubbliche. In questa versione le linee della carenatura erano quelle tipiche delle motociclette che gareggiavano ai tempi nella classe 250 con le forcelle e la sospensione posteriore che erano pluriregolabili.

## Caratteristiche tecniche
| Caratteristiche tecniche - Yamaha TZR 50              | Caratteristiche tecniche - Yamaha TZR 50                                                                             | Caratteristiche tecniche - Yamaha TZR 50                                                                             | Caratteristiche tecniche - Yamaha TZR 50                                                                                                | Caratteristiche tecniche - Yamaha TZR 50                                                                                                | Caratteristiche tecniche - Yamaha TZR 50                                                                                                |
| Dimensioni e pesi                                     | Dimensioni e pesi | Dimensioni e pesi | Dimensioni e pesi | Dimensioni e pesi | Dimensioni e pesi |
| ----------------------------------------------------- | --- | --- | --- | --- | --- |
| Ingombri (lungh.×largh.×alt.)                         | 2202 × 689 × 1105 mm                                                                                                 | 2202 × 689 × 1105 mm                                                                                                 | 2202 × 689 × 1105 mm | 2202 × 689 × 1105 mm | 2202 × 689 × 1105 mm |
| Altezze                                               | Sella: 815 mm - Minima da terra: 151 mm                                                                              | Sella: 815 mm - Minima da terra: 151 mm                                                                              | Sella: 815 mm - Minima da terra: 151 mm                                                                                                 | Sella: 815 mm - Minima da terra: 151 mm                                                                                                 | Sella: 815 mm - Minima da terra: 151 mm                                                                                                 |
| Interasse: 1341 mm                                    | Interasse: 1341 mm                                                                                                   | Massa a vuoto: 113kg a pieno, in ordine di marcia 128 kg                                                             | Massa a vuoto: 113kg a pieno, in ordine di marcia 128 kg                                                                                | Serbatoio: 13.8 l | Serbatoio: 13.8 l |
| Meccanica                                             | | | | | |
| Tipo motore: Monocilindrico a 2 tempi (Minarelli Am6) | Tipo motore: Monocilindrico a 2 tempi (Minarelli Am6)                                                                | Tipo motore: Monocilindrico a 2 tempi (Minarelli Am6)                                                                | Tipo motore: Monocilindrico a 2 tempi (Minarelli Am6)                                                                                   | Raffreddamento: a liquido | Raffreddamento: a liquido |
| Cilindrata                                            | 49,70 cm³ (Alesaggio 40,3 × Corsa 39,0 mm)                                                                           | 49,70 cm³ (Alesaggio 40,3 × Corsa 39,0 mm)                                                                           | 49,70 cm³ (Alesaggio 40,3 × Corsa 39,0 mm)                                                                                              | 49,70 cm³ (Alesaggio 40,3 × Corsa 39,0 mm)                                                                                              | 49,70 cm³ (Alesaggio 40,3 × Corsa 39,0 mm)                                                                                              |
| Distribuzione: valvola lamellare                      | Distribuzione: valvola lamellare                                                                                     | Distribuzione: valvola lamellare                                                                                     | Alimentazione: carburatore Dell'Orto PHBN 16                                                                                            | Alimentazione: carburatore Dell'Orto PHBN 16                                                                                            | Alimentazione: carburatore Dell'Orto PHBN 16                                                                                            |
| Potenza: 6cv                                          | Potenza: 6cv | Coppia: 2,87 Nm a 5.500 giri/min.                                                                                    | Coppia: 2,87 Nm a 5.500 giri/min. | Rapporto di compressione: 11,5:1 | Rapporto di compressione: 11,5:1 |
| Frizione: multidisco in bagno d'olio                  | Frizione: multidisco in bagno d'olio                                                                                 | Frizione: multidisco in bagno d'olio                                                                                 | Cambio: a 6 marce sempre in presa 1° 12/36 (3,000) 2° 16/33 (2,062) 3° 19/29 (1,526) 4° 22/27 (1,227) 5° 24/25 (1,042) 6° 25/24 (0,960) | Cambio: a 6 marce sempre in presa 1° 12/36 (3,000) 2° 16/33 (2,062) 3° 19/29 (1,526) 4° 22/27 (1,227) 5° 24/25 (1,042) 6° 25/24 (0,960) | Cambio: a 6 marce sempre in presa 1° 12/36 (3,000) 2° 16/33 (2,062) 3° 19/29 (1,526) 4° 22/27 (1,227) 5° 24/25 (1,042) 6° 25/24 (0,960) |
| Accensione                                            | elettronica CDI ad anticipo variabile                                                                                | elettronica CDI ad anticipo variabile                                                                                | elettronica CDI ad anticipo variabile                                                                                                   | elettronica CDI ad anticipo variabile                                                                                                   | elettronica CDI ad anticipo variabile                                                                                                   |
| Trasmissione                                          | primaria a ingranaggi 20/71 (3,55:1); secondaria a catena 11/60 (5,45:1)                                             | primaria a ingranaggi 20/71 (3,55:1); secondaria a catena 11/60 (5,45:1)                                             | primaria a ingranaggi 20/71 (3,55:1); secondaria a catena 11/60 (5,45:1)                                                                | primaria a ingranaggi 20/71 (3,55:1); secondaria a catena 11/60 (5,45:1)                                                                | primaria a ingranaggi 20/71 (3,55:1); secondaria a catena 11/60 (5,45:1)                                                                |
| Avviamento                                            | elettrico | elettrico | elettrico | elettrico | elettrico |
| Ciclistica                                            | | | | | |
| Telaio                                                | bitrave in alluminio                                                                                                 | bitrave in alluminio                                                                                                 | bitrave in alluminio | bitrave in alluminio | bitrave in alluminio |
| Sospensioni                                           | Anteriore: forcella da 33 mm / Posteriore: monoammortizzatore con regolazione del precarico                          | Anteriore: forcella da 33 mm / Posteriore: monoammortizzatore con regolazione del precarico                          | Anteriore: forcella da 33 mm / Posteriore: monoammortizzatore con regolazione del precarico                                             | Anteriore: forcella da 33 mm / Posteriore: monoammortizzatore con regolazione del precarico                                             | Anteriore: forcella da 33 mm / Posteriore: monoammortizzatore con regolazione del precarico                                             |
| Freni                                                 | Anteriore: singolo disco da 280 mm / Posteriore: singolo disco da 220 mm                                             | Anteriore: singolo disco da 280 mm / Posteriore: singolo disco da 220 mm                                             | Anteriore: singolo disco da 280 mm / Posteriore: singolo disco da 220 mm                                                                | Anteriore: singolo disco da 280 mm / Posteriore: singolo disco da 220 mm                                                                | Anteriore: singolo disco da 280 mm / Posteriore: singolo disco da 220 mm                                                                |
| Pneumatici                                            | anteriore da 100/80-17 H52 su cerchio con canale da 2,75"; posteriore da 130/70-17 H62 su cerchio con canale da 3,5" | anteriore da 100/80-17 H52 su cerchio con canale da 2,75"; posteriore da 130/70-17 H62 su cerchio con canale da 3,5" | anteriore da 100/80-17 H52 su cerchio con canale da 2,75"; posteriore da 130/70-17 H62 su cerchio con canale da 3,5"                    | anteriore da 100/80-17 H52 su cerchio con canale da 2,75"; posteriore da 130/70-17 H62 su cerchio con canale da 3,5"                    | anteriore da 100/80-17 H52 su cerchio con canale da 2,75"; posteriore da 130/70-17 H62 su cerchio con canale da 3,5"                    |
| Prestazioni dichiarate                                | | | | | |
| Velocità massima                                      | 100 km/h | 100 km/h | 100 km/h | 100 km/h | 100 km/h |
| Consumo                                               | circa 15km/l | circa 15km/l | circa 15km/l | circa 15km/l | circa 15km/l |
| Fonte dei dati: Manuale uso e manutenzione            | | | | | |

| Caratteristiche tecniche - Yamaha TZR 125 prima serie | Caratteristiche tecniche - Yamaha TZR 125 prima serie                                                      | Caratteristiche tecniche - Yamaha TZR 125 prima serie                                                      | Caratteristiche tecniche - Yamaha TZR 125 prima serie                                                      | Caratteristiche tecniche - Yamaha TZR 125 prima serie                                                      | Caratteristiche tecniche - Yamaha TZR 125 prima serie                                                      |
| Dimensioni e pesi                                     | Dimensioni e pesi                                                                                          | Dimensioni e pesi                                                                                          | Dimensioni e pesi                                                                                          | Dimensioni e pesi                                                                                          | Dimensioni e pesi                                                                                          |
| ----------------------------------------------------- | --- | --- | --- | --- | --- |
| Ingombri (lungh.×largh.×alt.)                         | 2020 × 695 × 1005 mm                                                                                       | 2020 × 695 × 1005 mm                                                                                       | 2020 × 695 × 1005 mm                                                                                       | 2020 × 695 × 1005 mm                                                                                       | 2020 × 695 × 1005 mm                                                                                       |
| Altezze                                               | Sella: 760 mm - Minima da terra: 135 mm                                                                    | Sella: 760 mm - Minima da terra: 135 mm                                                                    | Sella: 760 mm - Minima da terra: 135 mm                                                                    | Sella: 760 mm - Minima da terra: 135 mm                                                                    | Sella: 760 mm - Minima da terra: 135 mm                                                                    |
| Interasse: 1340 mm                                    | Interasse: 1340 mm                                                                                         | Massa a vuoto: 120 kg                                                                                      | Massa a vuoto: 120 kg                                                                                      | Serbatoio: 12 l                                                                                            | Serbatoio: 12 l                                                                                            |
| Meccanica                                             | | | | | |
| Tipo motore: Monocilindrico a 2 tempi                 | Tipo motore: Monocilindrico a 2 tempi                                                                      | Tipo motore: Monocilindrico a 2 tempi                                                                      | Tipo motore: Monocilindrico a 2 tempi                                                                      | Raffreddamento: a liquido                                                                                  | Raffreddamento: a liquido                                                                                  |
| Cilindrata                                            | 124,92 cm³ (Alesaggio 56,4 × Corsa 50,0 mm)                                                                | 124,92 cm³ (Alesaggio 56,4 × Corsa 50,0 mm)                                                                | 124,92 cm³ (Alesaggio 56,4 × Corsa 50,0 mm)                                                                | 124,92 cm³ (Alesaggio 56,4 × Corsa 50,0 mm)                                                                | 124,92 cm³ (Alesaggio 56,4 × Corsa 50,0 mm)                                                                |
| Distribuzione: valvola lamellare                      | Distribuzione: valvola lamellare                                                                           | Distribuzione: valvola lamellare                                                                           | Alimentazione: carburatore Mikuni VM 26 SS                                                                 | Alimentazione: carburatore Mikuni VM 26 SS                                                                 | Alimentazione: carburatore Mikuni VM 26 SS                                                                 |
| Potenza: 26,04 Cv a 10.200 rpm                        | Potenza: 26,04 Cv a 10.200 rpm                                                                             | Coppia: 1,8 kg·m a 10.000 rpm                                                                              | Coppia: 1,8 kg·m a 10.000 rpm                                                                              | Rapporto di compressione: 5,9:1 (a luci chiuse)                                                            | Rapporto di compressione: 5,9:1 (a luci chiuse)                                                            |
| Frizione: multidisco in bagno d'olio                  | Frizione: multidisco in bagno d'olio                                                                       | Frizione: multidisco in bagno d'olio                                                                       | Cambio: 6 marce                                                                                            | Cambio: 6 marce                                                                                            | Cambio: 6 marce                                                                                            |
| Accensione                                            | elettronica CDI ad anticipo variabile                                                                      | elettronica CDI ad anticipo variabile                                                                      | elettronica CDI ad anticipo variabile                                                                      | elettronica CDI ad anticipo variabile                                                                      | elettronica CDI ad anticipo variabile                                                                      |
| Trasmissione                                          | a catena                                                                                                   | a catena                                                                                                   | a catena                                                                                                   | a catena                                                                                                   | a catena                                                                                                   |
| Avviamento                                            | Manuale | Manuale | Manuale | Manuale | Manuale |
| Ciclistica                                            | | | | | |
| Telaio                                                | bitrave in alluminio                                                                                       | bitrave in alluminio                                                                                       | bitrave in alluminio                                                                                       | bitrave in alluminio                                                                                       | bitrave in alluminio                                                                                       |
| Sospensioni                                           | Anteriore: forcella teleidrauliche da 39 mm / Posteriore: monoammortizzatore con regolazione del precarico | Anteriore: forcella teleidrauliche da 39 mm / Posteriore: monoammortizzatore con regolazione del precarico | Anteriore: forcella teleidrauliche da 39 mm / Posteriore: monoammortizzatore con regolazione del precarico | Anteriore: forcella teleidrauliche da 39 mm / Posteriore: monoammortizzatore con regolazione del precarico | Anteriore: forcella teleidrauliche da 39 mm / Posteriore: monoammortizzatore con regolazione del precarico |
| Freni                                                 | Anteriore: singolo disco / Posteriore: A tamburo con possibilità di singolo disco                          | Anteriore: singolo disco / Posteriore: A tamburo con possibilità di singolo disco                          | Anteriore: singolo disco / Posteriore: A tamburo con possibilità di singolo disco                          | Anteriore: singolo disco / Posteriore: A tamburo con possibilità di singolo disco                          | Anteriore: singolo disco / Posteriore: A tamburo con possibilità di singolo disco                          |
| Pneumatici                                            | anteriore da 90/90 16; posteriore da 100/90 18                                                             | anteriore da 90/90 16; posteriore da 100/90 18                                                             | anteriore da 90/90 16; posteriore da 100/90 18                                                             | anteriore da 90/90 16; posteriore da 100/90 18                                                             | anteriore da 90/90 16; posteriore da 100/90 18                                                             |
| Fonte dei dati:                                       | | | | | |

| Caratteristiche tecniche - Yamaha TZR 125 seconda serie | Caratteristiche tecniche - Yamaha TZR 125 seconda serie                                                                     | Caratteristiche tecniche - Yamaha TZR 125 seconda serie                                                                     | Caratteristiche tecniche - Yamaha TZR 125 seconda serie                                                                     | Caratteristiche tecniche - Yamaha TZR 125 seconda serie                                                                     | Caratteristiche tecniche - Yamaha TZR 125 seconda serie                                                                     |
| Dimensioni e pesi                                       | Dimensioni e pesi | Dimensioni e pesi | Dimensioni e pesi | Dimensioni e pesi | Dimensioni e pesi |
| ------------------------------------------------------- | --- | --- | --- | --- | --- |
| Ingombri (lungh.×largh.×alt.)                           | 2025 × 695 × 1005 mm | 2025 × 695 × 1005 mm | 2025 × 695 × 1005 mm | 2025 × 695 × 1005 mm | 2025 × 695 × 1005 mm |
| Altezze                                                 | Sella: 765 mm - Minima da terra: 140 mm                                                                                     | Sella: 765 mm - Minima da terra: 140 mm                                                                                     | Sella: 765 mm - Minima da terra: 140 mm                                                                                     | Sella: 765 mm - Minima da terra: 140 mm                                                                                     | Sella: 765 mm - Minima da terra: 140 mm                                                                                     |
| Interasse: 1340 mm                                      | Interasse: 1340 mm | Massa a vuoto: 121 kg | Massa a vuoto: 121 kg | Serbatoio: 15 l | Serbatoio: 15 l |
| Meccanica                                               | | | | | |
| Tipo motore: Monocilindrico a 2 tempi                   | Tipo motore: Monocilindrico a 2 tempi                                                                                       | Tipo motore: Monocilindrico a 2 tempi                                                                                       | Tipo motore: Monocilindrico a 2 tempi                                                                                       | Raffreddamento: a liquido                                                                                                   | Raffreddamento: a liquido                                                                                                   |
| Cilindrata                                              | 124,92 cm³ (Alesaggio 56,4 × Corsa 50,0 mm)                                                                                 | 124,92 cm³ (Alesaggio 56,4 × Corsa 50,0 mm)                                                                                 | 124,92 cm³ (Alesaggio 56,4 × Corsa 50,0 mm)                                                                                 | 124,92 cm³ (Alesaggio 56,4 × Corsa 50,0 mm)                                                                                 | 124,92 cm³ (Alesaggio 56,4 × Corsa 50,0 mm)                                                                                 |
| Distribuzione: valvola lamellare                        | Distribuzione: valvola lamellare                                                                                            | Distribuzione: valvola lamellare                                                                                            | Alimentazione: carburatore Mikuni TM 28 SS, dal '92 dell'Orto VHSA 32                                                       | Alimentazione: carburatore Mikuni TM 28 SS, dal '92 dell'Orto VHSA 32                                                       | Alimentazione: carburatore Mikuni TM 28 SS, dal '92 dell'Orto VHSA 32                                                       |
| Potenza: 32,90 Cv a 11.500 rpm                          | Potenza: 32,90 Cv a 11.500 rpm                                                                                              | Coppia: 2,10 kg·m a 11.300 rpm                                                                                              | Coppia: 2,10 kg·m a 11.300 rpm                                                                                              | Rapporto di compressione: 6,4:1 (a luci chiuse)                                                                             | Rapporto di compressione: 6,4:1 (a luci chiuse)                                                                             |
| Frizione: multidisco in bagno d'olio                    | Frizione: multidisco in bagno d'olio                                                                                        | Frizione: multidisco in bagno d'olio                                                                                        | Cambio: a 6 marce | Cambio: a 6 marce | Cambio: a 6 marce |
| Accensione                                              | elettronica CDI ad anticipo variabile                                                                                       | elettronica CDI ad anticipo variabile                                                                                       | elettronica CDI ad anticipo variabile                                                                                       | elettronica CDI ad anticipo variabile                                                                                       | elettronica CDI ad anticipo variabile                                                                                       |
| Trasmissione                                            | a catena | a catena | a catena | a catena | a catena |
| Avviamento                                              | elettrico | elettrico | elettrico | elettrico | elettrico |
| Ciclistica                                              | | | | | |
| Telaio                                                  | bitrave in alluminio | bitrave in alluminio | bitrave in alluminio | bitrave in alluminio | bitrave in alluminio |
| Sospensioni                                             | Anteriore: forcella a steli rovesciati USD da 41 mm "Paioli" / Posteriore: monoammortizzatore con regolazione del precarico | Anteriore: forcella a steli rovesciati USD da 41 mm "Paioli" / Posteriore: monoammortizzatore con regolazione del precarico | Anteriore: forcella a steli rovesciati USD da 41 mm "Paioli" / Posteriore: monoammortizzatore con regolazione del precarico | Anteriore: forcella a steli rovesciati USD da 41 mm "Paioli" / Posteriore: monoammortizzatore con regolazione del precarico | Anteriore: forcella a steli rovesciati USD da 41 mm "Paioli" / Posteriore: monoammortizzatore con regolazione del precarico |
| Freni                                                   | Anteriore: singolo disco da 320 mm / Posteriore: singolo disco da 230 mm                                                    | Anteriore: singolo disco da 320 mm / Posteriore: singolo disco da 230 mm                                                    | Anteriore: singolo disco da 320 mm / Posteriore: singolo disco da 230 mm                                                    | Anteriore: singolo disco da 320 mm / Posteriore: singolo disco da 230 mm                                                    | Anteriore: singolo disco da 320 mm / Posteriore: singolo disco da 230 mm                                                    |
| Pneumatici                                              | anteriore da 110/70 ZR 17; posteriore da 150/60 ZR 17                                                                       | anteriore da 110/70 ZR 17; posteriore da 150/60 ZR 17                                                                       | anteriore da 110/70 ZR 17; posteriore da 150/60 ZR 17                                                                       | anteriore da 110/70 ZR 17; posteriore da 150/60 ZR 17                                                                       | anteriore da 110/70 ZR 17; posteriore da 150/60 ZR 17                                                                       |
| Fonte dei dati:                                         | | | | | |

| Caratteristiche tecniche - Yamaha TZM 150 | Caratteristiche tecniche - Yamaha TZM 150 | Caratteristiche tecniche - Yamaha TZM 150 | Caratteristiche tecniche - Yamaha TZM 150 | Caratteristiche tecniche - Yamaha TZM 150 | Caratteristiche tecniche - Yamaha TZM 150 |
| Dimensioni e pesi                         | Dimensioni e pesi | Dimensioni e pesi | Dimensioni e pesi | Dimensioni e pesi | Dimensioni e pesi |
| ----------------------------------------- | --- | --- | --- | --- | --- |
| Ingombri (lungh.×largh.×alt.)             | 1965 × 685 × 1100 mm | 1965 × 685 × 1100 mm | 1965 × 685 × 1100 mm | 1965 × 685 × 1100 mm | 1965 × 685 × 1100 mm |
| Altezze                                   | Sella: 765 mm - Minima da terra: 150 mm | Sella: 765 mm - Minima da terra: 150 mm | Sella: 765 mm - Minima da terra: 150 mm | Sella: 765 mm - Minima da terra: 150 mm | Sella: 765 mm - Minima da terra: 150 mm |
| Interasse: 1330 mm                        | Interasse: 1330 mm | Massa a vuoto: 119 kg | Massa a vuoto: 119 kg | Serbatoio: 13 | Serbatoio: 13 |
| Meccanica                                 | | | | | |
| Tipo motore: Monocilindrico a 2 tempi     | Tipo motore: Monocilindrico a 2 tempi | Tipo motore: Monocilindrico a 2 tempi | Tipo motore: Monocilindrico a 2 tempi | Raffreddamento: a liquido | Raffreddamento: a liquido |
| Cilindrata                                | 147 cm³ (Alesaggio 59,0 × Corsa 54,0 mm) | 147 cm³ (Alesaggio 59,0 × Corsa 54,0 mm) | 147 cm³ (Alesaggio 59,0 × Corsa 54,0 mm) | 147 cm³ (Alesaggio 59,0 × Corsa 54,0 mm) | 147 cm³ (Alesaggio 59,0 × Corsa 54,0 mm) |
| Distribuzione: valvola lamellare          | Distribuzione: valvola lamellare | Distribuzione: valvola lamellare | Alimentazione: carburatore Mikuni TM 28 SS, dal '92 dell'Orto VHSA 32                                                                                         | Alimentazione: carburatore Mikuni TM 28 SS, dal '92 dell'Orto VHSA 32                                                                                         | Alimentazione: carburatore Mikuni TM 28 SS, dal '92 dell'Orto VHSA 32                                                                                         |
| Potenza: 36 ps a 10.500 rpm               | Potenza: 36 ps a 10.500 rpm | Coppia: 2,50 kg·m a 9.500 rpm | Coppia: 2,50 kg·m a 9.500 rpm | Rapporto di compressione: 6,0:1 (a luci chiuse) | Rapporto di compressione: 6,0:1 (a luci chiuse) |
| Frizione: multidisco in bagno d'olio      | Frizione: multidisco in bagno d'olio | Frizione: multidisco in bagno d'olio | Cambio: a 6 marce | Cambio: a 6 marce | Cambio: a 6 marce |
| Accensione                                | elettronica CDI ad anticipo variabile | elettronica CDI ad anticipo variabile | elettronica CDI ad anticipo variabile | elettronica CDI ad anticipo variabile | elettronica CDI ad anticipo variabile |
| Trasmissione                              | a catena | a catena | a catena | a catena | a catena |
| Avviamento                                | elettrico | elettrico | elettrico | elettrico | elettrico |
| Ciclistica                                | | | | | |
| Telaio                                    | deltabox in alluminio | deltabox in alluminio | deltabox in alluminio | deltabox in alluminio | deltabox in alluminio |
| Sospensioni                               | Anteriore: forcella telescopica / Posteriore: monoammortizzatore con regolazione del precarico                                                                | Anteriore: forcella telescopica / Posteriore: monoammortizzatore con regolazione del precarico                                                                | Anteriore: forcella telescopica / Posteriore: monoammortizzatore con regolazione del precarico                                                                | Anteriore: forcella telescopica / Posteriore: monoammortizzatore con regolazione del precarico                                                                | Anteriore: forcella telescopica / Posteriore: monoammortizzatore con regolazione del precarico                                                                |
| Freni                                     | Anteriore: singolo disco da 298 mm con pinza flottante a due pistoncini / Posteriore: singolo disco da 210 mm con pinza fissa a due pistoncini (contrapposti) | Anteriore: singolo disco da 298 mm con pinza flottante a due pistoncini / Posteriore: singolo disco da 210 mm con pinza fissa a due pistoncini (contrapposti) | Anteriore: singolo disco da 298 mm con pinza flottante a due pistoncini / Posteriore: singolo disco da 210 mm con pinza fissa a due pistoncini (contrapposti) | Anteriore: singolo disco da 298 mm con pinza flottante a due pistoncini / Posteriore: singolo disco da 210 mm con pinza fissa a due pistoncini (contrapposti) | Anteriore: singolo disco da 298 mm con pinza flottante a due pistoncini / Posteriore: singolo disco da 210 mm con pinza fissa a due pistoncini (contrapposti) |
| Pneumatici                                | anteriore da 90/80 17 46S; posteriore da 110/80 17 57S | anteriore da 90/80 17 46S; posteriore da 110/80 17 57S | anteriore da 90/80 17 46S; posteriore da 110/80 17 57S | anteriore da 90/80 17 46S; posteriore da 110/80 17 57S | anteriore da 90/80 17 46S; posteriore da 110/80 17 57S |
| Fonte dei dati:                           | | | | | |

| Caratteristiche tecniche - Yamaha TZR 250                                  | Caratteristiche tecniche - Yamaha TZR 250 | Caratteristiche tecniche - Yamaha TZR 250 | Caratteristiche tecniche - Yamaha TZR 250 | Caratteristiche tecniche - Yamaha TZR 250 | Caratteristiche tecniche - Yamaha TZR 250 |
| Dimensioni e pesi                                                          | Dimensioni e pesi | Dimensioni e pesi | Dimensioni e pesi | Dimensioni e pesi | Dimensioni e pesi |
| -------------------------------------------------------------------------- | --- | --- | --- | --- | --- |
| Interasse: 1375 mm, dal '91 1340 mm                                        | Interasse: 1375 mm, dal '91 1340 mm | Massa a vuoto: 128 kg, dal '91 135 kg | Massa a vuoto: 128 kg, dal '91 135 kg | Serbatoio: 16 l, dal '89 16,5 l | Serbatoio: 16 l, dal '89 16,5 l |
| Meccanica                                                                  | | | | | |
| Tipo motore: Bicilindrico motore a 2 tempi in linea, dal '91 a L di 90°    | Tipo motore: Bicilindrico motore a 2 tempi in linea, dal '91 a L di 90°                                                                                           | Tipo motore: Bicilindrico motore a 2 tempi in linea, dal '91 a L di 90°                                                                                           | Tipo motore: Bicilindrico motore a 2 tempi in linea, dal '91 a L di 90°                                                                                           | Raffreddamento: a liquido | Raffreddamento: a liquido |
| Cilindrata                                                                 | 249,84 cm³, dal '91 249 cm³ (Alesaggio 56,4 mm, dal '91 56 × Corsa 50,0 mm, dal '91 50,7 mm)                                                                      | 249,84 cm³, dal '91 249 cm³ (Alesaggio 56,4 mm, dal '91 56 × Corsa 50,0 mm, dal '91 50,7 mm)                                                                      | 249,84 cm³, dal '91 249 cm³ (Alesaggio 56,4 mm, dal '91 56 × Corsa 50,0 mm, dal '91 50,7 mm)                                                                      | 249,84 cm³, dal '91 249 cm³ (Alesaggio 56,4 mm, dal '91 56 × Corsa 50,0 mm, dal '91 50,7 mm)                                                                      | 249,84 cm³, dal '91 249 cm³ (Alesaggio 56,4 mm, dal '91 56 × Corsa 50,0 mm, dal '91 50,7 mm)                                                                      |
| Distribuzione: valvola lamellare                                           | Distribuzione: valvola lamellare | Distribuzione: valvola lamellare | Alimentazione: 2 carburatori Mikuni 28, dal '89 Mikuni 32 | Alimentazione: 2 carburatori Mikuni 28, dal '89 Mikuni 32 | Alimentazione: 2 carburatori Mikuni 28, dal '89 Mikuni 32 |
| Potenza: 50 Cv a 10.000 rpm, dal '91 45 Cv a 9.500 rpm                     | Potenza: 50 Cv a 10.000 rpm, dal '91 45 Cv a 9.500 rpm | Coppia: | Coppia: | Rapporto di compressione: | Rapporto di compressione: |
| Frizione: multidisco in bagno d'olio                                       | Frizione: multidisco in bagno d'olio | Frizione: multidisco in bagno d'olio | Cambio: 6 marce | Cambio: 6 marce | Cambio: 6 marce |
| Accensione                                                                 | elettronica CDI ad anticipo variabile | elettronica CDI ad anticipo variabile | elettronica CDI ad anticipo variabile | elettronica CDI ad anticipo variabile | elettronica CDI ad anticipo variabile |
| Trasmissione                                                               | a catena | a catena | a catena | a catena | a catena |
| Avviamento                                                                 | a pedale | a pedale | a pedale | a pedale | a pedale |
| Ciclistica                                                                 | | | | | |
| Telaio                                                                     | bitrave in alluminio | bitrave in alluminio | bitrave in alluminio | bitrave in alluminio | bitrave in alluminio |
| Sospensioni                                                                | Anteriore: forcella normale, dal '91 forcella a steli rovesciati USD da 39 mm / Posteriore: monoammortizzatore con regolazione del precarico                      | Anteriore: forcella normale, dal '91 forcella a steli rovesciati USD da 39 mm / Posteriore: monoammortizzatore con regolazione del precarico                      | Anteriore: forcella normale, dal '91 forcella a steli rovesciati USD da 39 mm / Posteriore: monoammortizzatore con regolazione del precarico                      | Anteriore: forcella normale, dal '91 forcella a steli rovesciati USD da 39 mm / Posteriore: monoammortizzatore con regolazione del precarico                      | Anteriore: forcella normale, dal '91 forcella a steli rovesciati USD da 39 mm / Posteriore: monoammortizzatore con regolazione del precarico                      |
| Freni                                                                      | Anteriore: singolo disco da 320 mm, dal '89 doppio disco da 290 mm / Posteriore: singolo disco da 210 mm                                                          | Anteriore: singolo disco da 320 mm, dal '89 doppio disco da 290 mm / Posteriore: singolo disco da 210 mm                                                          | Anteriore: singolo disco da 320 mm, dal '89 doppio disco da 290 mm / Posteriore: singolo disco da 210 mm                                                          | Anteriore: singolo disco da 320 mm, dal '89 doppio disco da 290 mm / Posteriore: singolo disco da 210 mm                                                          | Anteriore: singolo disco da 320 mm, dal '89 doppio disco da 290 mm / Posteriore: singolo disco da 210 mm                                                          |
| Pneumatici                                                                 | anteriore da 100/80 17; posteriore da 120/80 18, dal '89 anteriore da 110/80 17; posteriore da 140/70 18, dal '91 anteriore da 110/70 17; posteriore da 150/60 17 | anteriore da 100/80 17; posteriore da 120/80 18, dal '89 anteriore da 110/80 17; posteriore da 140/70 18, dal '91 anteriore da 110/70 17; posteriore da 150/60 17 | anteriore da 100/80 17; posteriore da 120/80 18, dal '89 anteriore da 110/80 17; posteriore da 140/70 18, dal '91 anteriore da 110/70 17; posteriore da 150/60 17 | anteriore da 100/80 17; posteriore da 120/80 18, dal '89 anteriore da 110/80 17; posteriore da 140/70 18, dal '91 anteriore da 110/70 17; posteriore da 150/60 17 | anteriore da 100/80 17; posteriore da 120/80 18, dal '89 anteriore da 110/80 17; posteriore da 140/70 18, dal '91 anteriore da 110/70 17; posteriore da 150/60 17 |
| Fonte dei dati: TZR 250 '85 TZR 250 '89 TZR 250 '91 TZR 250 '95 le TZR 250 | | | | | |